# Nuevos medios
En ciencias sociales, comunicación y humanidades, los nuevos medios son objetos culturales desarrollados principalmente a través de las nuevas tecnologías de información y comunicación. Los nuevos medios no solo emplean y abarcan los avances computacionales, sino también los procesos en redes. Desde ciertas perspectivas, los nuevos medios son una reconstrucción de los medios tradicionales para responder a la revolución digital.

## Características
Diversos estudios han tratado de explicar qué hace nuevo a un medio. Actualmente no podemos decir que existe un consenso universal, pero es posible mencionar diferentes posturas. Por ejemplo, un medio es nuevo cuando remedia el contenido de otro mediante el uso de técnicas y métodos que le son contemporáneos. Así, cuando el cine surgió en 1895 se trataba de un nuevo medio que adaptaba y adoptaba otros medios como la fotografía y la linterna mágica. A su vez, el cine dejó de ser nuevo cuando las tecnologías y procesos culturales, sociales y económicos avanzaron. Una nueva remediación del cine vino con el video beam, VHS, DVD, o incluso Blu-Ray y YouTube. 
A diferencia de los medios tradicionales, se pueden distinguir en los nuevos medios las siguientes características:
- Virtualidad
- Inmediatez
- Hibridación multimedia
- Interactividad
- Posibilidad de autocomunicación de masas
- Velocidad en la ejecución de tareas
- Especialización en el proceso de comunicación
- Se ha creado la denominada Sociedad de la Información y Conocimiento como los usuarios de estos medios

En 2001, el teórico ruso radicado en EUA Lev Manovich elaboró 5 principios de los nuevos medios:
1. Representación digital: Significa que la información (palabras, imágenes, sonido, etc.) puede ser traducida a un código numérico; por lo que, puede ser manipulada y programada.
2. Modularidad: Cuando la operación de los medios se vuelve computable a través de partes más pequeñas conocidas como módulos (componentes que comparten la estructura, a diferente escala.) A pesar de que cada uno de ellos es independiente, el mensaje sigue teniendo sentido.
3. Automatización: Mecanismos o funciones predeterminadas que permiten hacer el acceso, más amigable y veloz. Por ejemplo, cookies que ayudan a cargar páginas con rapidez, plantillas en blogs preestablecidas, la adaptación de la resolución al tamaño de pantalla.
4. Variabilidad: Cualquier objeto que entre a la computadora puede ser modificable. Gracias a la automatización, es más sencillo llevar a cabo la modificación de los elementos; los cuales, ahora son dinámicos, efímeros e inestables.
5. Transcodificación: Interacción de los usurarios a través de una interfaz familiar a su cultura.[1]

Según Manovich, todos estos principios no pueden aplicarse a los medios clásicos o viejos, es decir, no todos los medios deben ser variables o modulares. Manovich argumenta que sus principios no se tratan de leyes, sino de una mirada a identificar diferencias entre los tradicionales y los nuevos. Años más tarde, profundizaría en sus principios e identificaría términos como meta-medio, medios híbridos, interfaces culturales, estudios de software y remix profundo (deep remixability.)
La rapidez y la Inmediatez con la que se mueve hoy en día la información. Sin duda, de las ocho características de los nuevos medios, estas dos rigen la intención de los mismos. Hoy en día, los medios tradicionales compiten con medios como Twitter, ya que en este, la información puede viajar con mayor velocidad. No importa el tamaño de la entidad informativa, si no se difunde una noticia de manera inmediata, esta ya no es noticia.

## Los 4 Mensajes de los Nuevos Medios
El físico canadiense Robert K. Logan, quien colaboró directamente con Marshall McLuhan en la Universidad de Toronto, desarrolló 4 mensajes o características de Internet como nuevo medio:
1. Comunicación bilateral
2. Facilidad de acceso y diseminación de la información
3. Cultura del remix
4. Transición de productos a servicios[2]

## Algunos estudiosos de los nuevos medios
- Jay D. Bolter
- Manuel Castells
- Roman Gubern